# Franz Karl Joseph Anton von Hompesch zu Bollheim

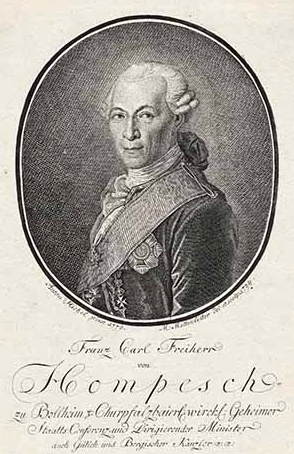
Franz Karl Joseph Anton von Hompesch zu Bolheim, Stich von Johann Michael Mettenleiter

Franz Karl Joseph Anton von Hompesch zu Bollheim (* 27. April 1735 auf Schloss Bollheim in Oberelvenich; † 11. August 1800 in München) war ein kurfürstlich-bayerischer Kämmerer und Finanzminister.

## Herkunft und Familie
Freiherr Franz Karl Joseph Anton entstammte dem Adelsgeschlecht Hompesch und war Sohn des Johann Wilhelm von Hompesch zu Bollheim und dessen Ehefrau Isabella Francisca geb. von Bylandt zu Rheydt. Der Großmeister des Malteserordens Ferdinand von Hompesch zu Bolheim (1744–1804) und der Domherr Karl Arnold von Hompesch (1736–1803) waren seine Brüder.
Er heiratete im Juni 1759 Antoinette von Hacke (* 28. September 1736; † 1778), Tochter des Freiherrn Ludwig Anton von Hacke. Sie wurde die Mutter seiner sieben Kinder. 1779 heiratete er in zweiter Ehe die fünfzigjährige Gräfin Maria Theresia von Hoensbroech (* 7. März 1728; † 11. August 1800), die Schloss Mickeln in Himmelgeist bei Düsseldorf mit in die Ehe brachte.

## Leben
Franz Karl Joseph Anton von Hompesch zu Bollheim begann seine Beamtenlaufbahn 1741 im Herzogtum Jülich-Berg. Er wurde dort Oberstjägermeister, Generalbuschinspektor und Amtmann zu Düren, Pyr und Mercken; Statthalter in Düsseldorf und schließlich Kanzler des Herzogtums.
1775 wurde er kurpfälzischer Staats- und Konferenzminister der Finanzen.
Als Kurfürst Karl Theodor 1777 die Regierung in München übernahm, begleitete ihn Hompesch dorthin und übernahm dort ebenfalls das Amt eines Staats- bzw. Konferenzministers. In dieser Eigenschaft waren ihm als Aufgabenbereich die Finanz-, Oekonomie- und die Sachen des Kassenwesens in den kurfürstlich-bayerischen, neuburgischen, sulzbachischen, jülichschen und bergischen Landen zugeteilt.
1778 erhielt er vom Kurfürsten die Hofmark Berg am Laim als Lehen und entwickelte mit Maximilian von Montgelas und Ignaz Graf Arco ein Konzept zur Zentralisierung der Grundherrschaft sowie zur schlagartigen Aufhebung der Feudalrechte, die eine Bauernbefreiung zur Folge gehabt hätte. Zur Erleichterung der bedrückenden Lage der Bauern wurde die Übernahme aller grundherrschaftlichen Rechte der Klöster, Städte und Märkte durch den Staat erwogen, die durch die Errichtung einer bayerischen Hypothekenbank finanziert werden sollte. Diese hätte den alten Eignern jährlich fünf Prozent Entschädigung auf die enteigneten Werte zahlen und sich aus den Einnahmen des neuen Staatsbesitzes finanzieren sollen. Das Projekt blieb jedoch unveröffentlicht und hatte vorerst keine weiteren Folgen.
Auch unter Kurfürst Maximilian IV. Joseph blieb er nach dessen Regierungsantritt (1799) im Amt und galt am Hof als überragender Kopf. Vor den französischen Truppen unter Jean-Victor Moreau floh Max IV. Joseph mit Maximilian von Montgelas Mitte 1800 über Landshut und Amberg ins preußische Bayreuth und kehrte erst nach dem Rückzug Moreaus aus Bayern im Frühjahr 1801 nach München zurück.
Hompesch starb unterdessen und wurde im Eingangsbereich von St. Michael (Berg am Laim) beigesetzt.

## Nachkommen
Die Kinder von Franz Karl Joseph Anton aus seiner Ehe mit Antoinette von Hacke waren:

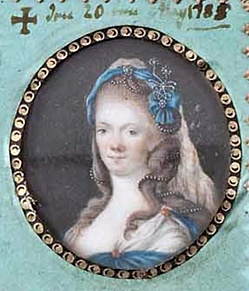
Die Tochter Auguste Elisabeth von Spee geb. von Hompesch-Bollheim

1. Franz Karl von Hompesch (* 1760; † 1812), erst in österreichischen, dann in preußischen Diensten nach dem Frieden von Basel, Condottiere in britischen Diensten, Hompesch Hussars, 1794–1802 in Westindien.
2. Johann Wilhelm von Hompesch zu Bolheim (* 1761; † 1809)
3. Auguste Elisabeth von Hompesch (* 22. Februar 1763; † 21. Mai 1785) ⚭ Graf Carl-Wilhelm von Spee (1758–1810)[3] Sie sind die Urgroßeltern des in der neueren deutschen Geschichte bekannt gewordenen Admirals Graf Maximilian von Spee, der 1914 mit seinen beiden Söhnen im Seegefecht bei den Falklandinseln umkam.[4]
4. Christian Josef von Hompesch (* 1764; † 1786), Domherr in Trier, starb am Gelben Fieber im Heer seines Bruders Karl von Hompesch in Santo Domingo.
5. Ferdinand Ludwig Josef Anton von Hompesch zu Bollheim, englischer General (* 17. Juli 1766; † 24. Juni 1831)
6. Isabella  von Hompesch (* 1769; † 1848) ⚭ 1. August 1804 George Richard St. John, 3rd Viscount Bolingbroke (1761–1824)
7. Louise von Hompesch (* 1776; † 4. Juli 1801), (Affäre mit dem französischen General Louis Klein)[5]